# 杂货街

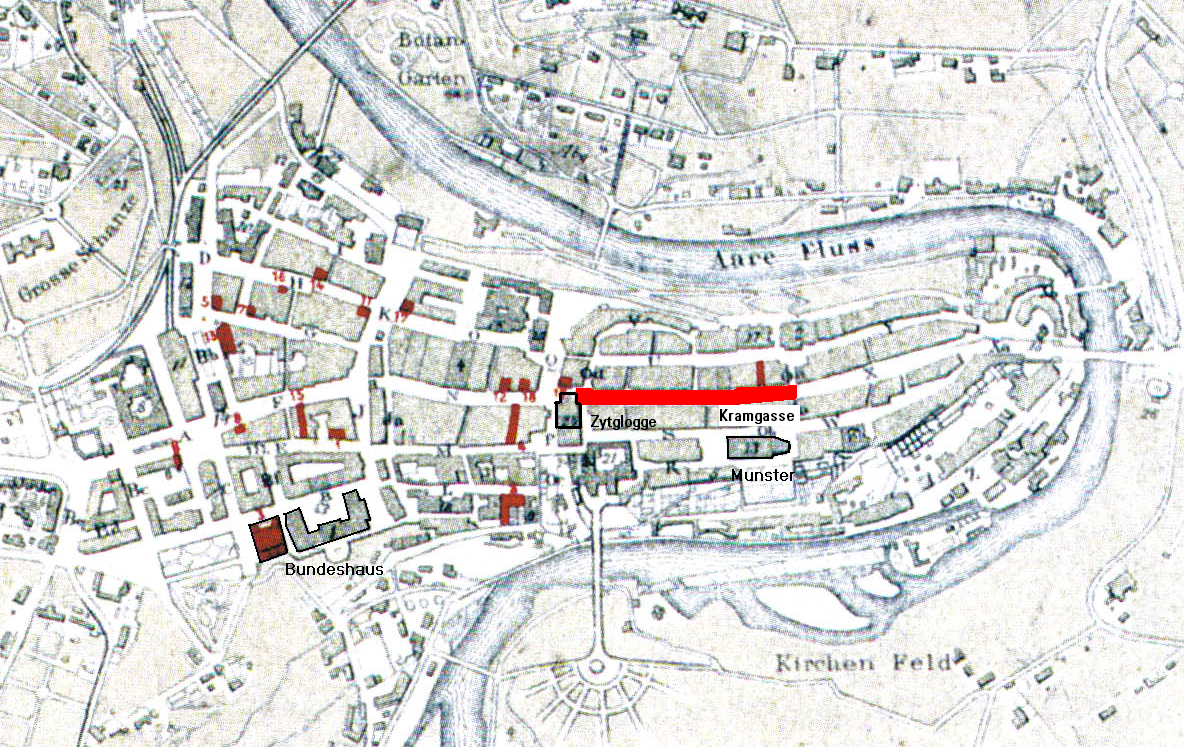

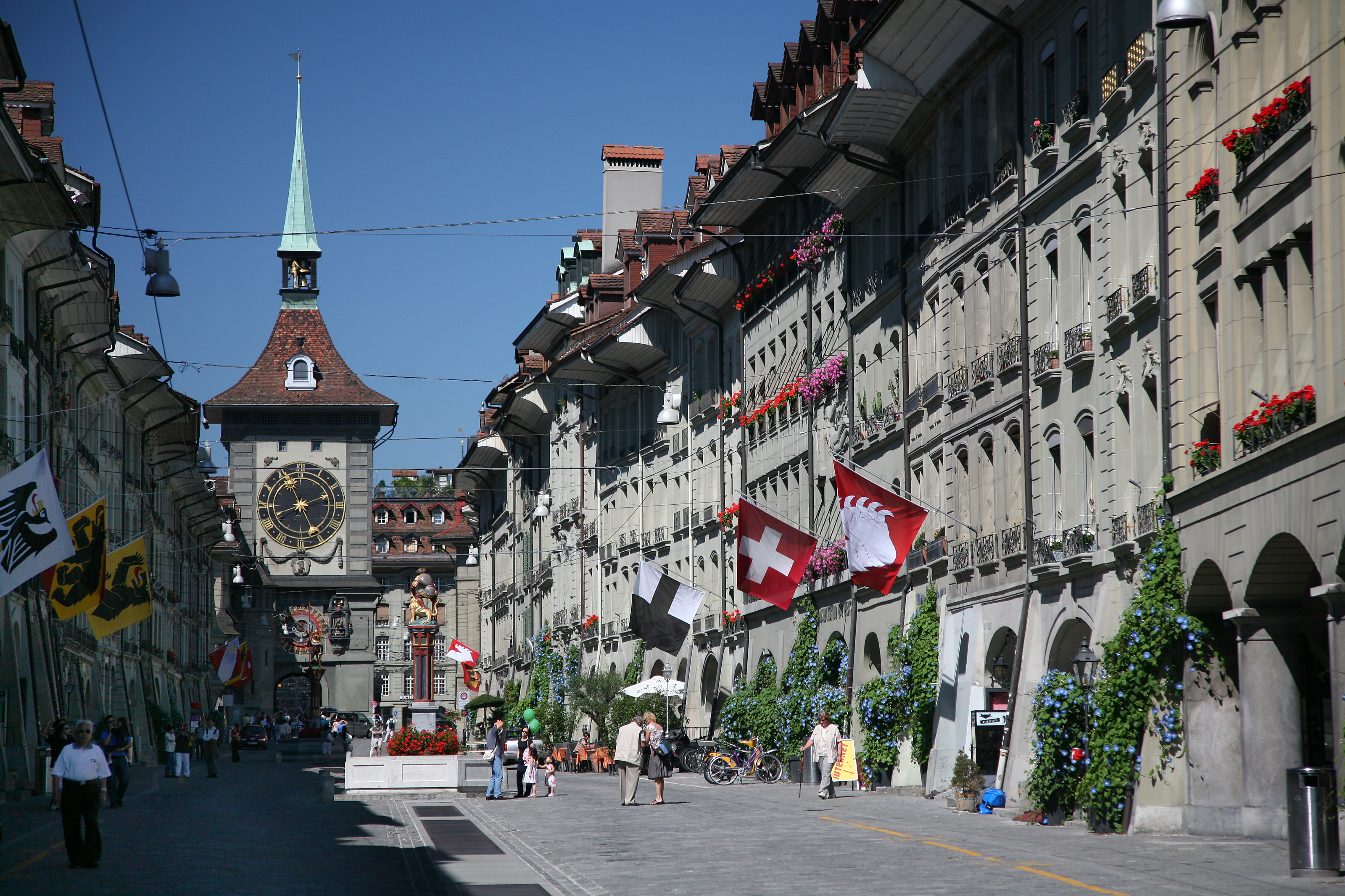
杂货街

杂货街 ("Kramgasse") 是瑞士伯尔尼的市中心，即中世纪老城的主要街道之一。直到19世纪，都是伯尔尼城市生活的中心。今天，它是一条热门的购物街。它的长度，略有曲线和两侧连绵不断的巴洛克立面相结合，形成伯尔尼最令人印象深刻的街景。
杂货街及其建筑物被列入瑞士国家和区域重要文化财产名录，也是世界遗产项目伯尔尼老城的一部分。
杂货街长330米，位于老城的中心，是该城最古老的部分宰林根城中轴线的西半段，始建于1191年建城之初。 它西到伯尔尼标志性的时钟塔(Zytglogge)，曾是12世纪主要的城楼；在东部，十字街(Kreuzgasse)将其与旧主街的另一半正义街(Gerechtigkeitsgasse)分开。通过几条狭窄小巷，可以连接与之并行的 北侧的市政厅街(Rathausgasse)，和南侧的座堂街(Münstergasse)。 
未经特别许可不能开车进入杂货街，只能通过步行，自行车或12路巴士到达。街的两端设有车站（时钟塔和市政厅站）。在杂货街两侧均设有拱廊，保护行人免受恶劣天气影响。

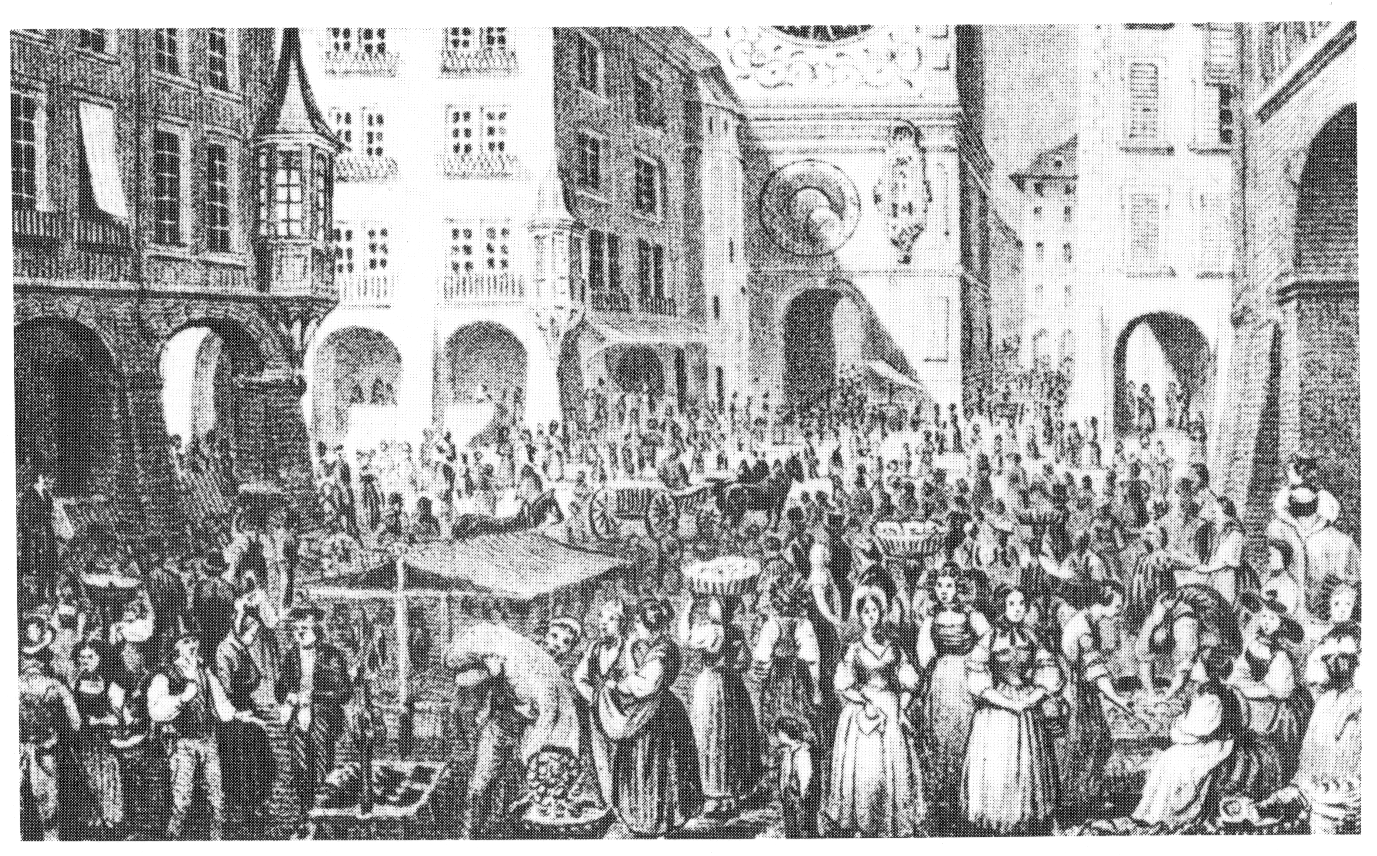
19世纪市集

杂货街49号为爱因斯坦1903年到1905年故居，现在设有小型博物馆和纪念馆 爱因斯坦的房间位于二楼，Zum untern Juker餐馆上面。 
杂货街是高档的购物街之一。沿街有古董铺、药店、面包店、银行、珠宝店、书店，画廊，精品店，餐厅，家具店，眼镜店，皮货店，手表店，和葡萄酒酒窖。
伯尔尼最古老的电影院位于杂货街，同时还有小剧院，大多设有中世纪酒窖。